# 지방자치TV
지방자치TV는 대한민국의 케이블 채널이다.

## 연혁
- 2013년 9월 30일 개국.